# Кринка (притока Свіслочі)
Кринка — річка в Польщі й Білорусі у Сокульському повіті й Берестовицькому районі Підляського воєводства та Гродненській області. Ліва притока річки Свіслоч (басейн Німану).

## Опис
Довжина річки 7 км. Формується безіменними струмками та загатами. Річище упродовж 1,7 км від гирла каналізоване.

## Розташування
Бере початок на південно-західній околиці міста Кринки східної Польщі. Тече переважно на схід, перетинає державний кордон і на північний схід від села Поріччя впадає у річку Свіслоч, ліву притоку річки Німан.

## Цікаві факти
- У XIX столітті на річці існувало 4 водяних млинів[3].